# Liz Chandler
Liz Chandler is een personage uit de soapserie Days of Our Lives. De rol werd door actrice Gloria Loring gespeeld van 1980 tot 1986.

## Personagebeschrijving
Liz kwam in 1980 naar Salem nadat haar vader Kellam haar gevraagd had te komen. Kort na haar aankomst werd ze verliefd op Don Craig en had ze een verhouding met hem. Toen die voorbij was begon ze iets met Neil Curtis, maar haar vader keurde deze relatie af. In 1981 trouwde ze dan met Don, maar dan Tony DiMera naar Salem en hij was nog steeds met Liz getrouwd, waardoor het huwelijk ongeldig werd. Liz werd door Tony gevangen gehouden in het DiMera-huis. Stefano dwong Liz om Doug Williams te bespioneren en zei haar dat hij met Neil zou afrekenen als ze het niet deed. In 1982 wilde Liz scheiden en Tony sloeg en verkrachtte haar. Stefano plaatste in bom in het kantoor van Neil om Liz duidelijk te maken wie de baas was, Neil overleefde en Don zwoer aan Liz dat hij ervoor zou zorgen dat de DiMera's zouden boeten. Liz werd intussen zwanger van Neil, maar duwde hem weg omdat ze voor zijn leven vreesde, Neil zocht nu troost in de armen van Marie Horton. Tony wilde enkel scheiden als hij het kind mocht houden. Liz probeerde haar scheiding te krijgen door foto's te nemen van Tony en Renée DuMonde, maar haar plannetje lukte maar niet.
In 1983 ontvoerde Stefano Liz en Marlena en hield hen gegijzeld zodat hij uit Salem kon ontsnappen. Roman Brady en Abe Carver redden hen en Liz beviel toen van een dochter Noelle Curtis. Tony was nu wel bereid te scheiden. Neil was kwaad om te horen dat Neil intussen met Marie getrouwd was, hoewel hij nog van haar hield. Op een avond drong Liz het appartement van Neil binnen en ging naar zijn slaapkamer. Toen Neil thuiskwam was hij erg kwaad op haar, maar verklaarde dan zijn liefde voor haar en ze bedreven de liefde. Neil werd naar het ziekenhuis geroepen en toen Marie thuiskwam schoot Liz haar neer omdat ze dacht dat ze een inbreker was. Liz werd gearresteerd en veroordeeld voor vijf jaar gevangenisstraf. Neil en Marie besloten te scheiden en hij wilde met Liz trouwen terwijl ze in de gevangenis zat, maar tijdens de ceremonie ontsnapte een van de gevangenen en Liz werd neergeschoten. In 1984 kwam ze voorwaardelijk vrij, maar leed wel aan geheugenverlies door de schotwonde en ze dacht dat ze nog met Don Craig getrouwd was. Een tijd later kreeg ze haar geheugen terug toen ze een pistool zag en zich herinnerde dat ze Marie had neergeschoten. Liz en Neil trouwden eindelijk. Ze opende een eigen kledingzaak en werd klant van het nieuwe modebedrijf van Anna DiMera en Alex Marshall.
Neil beschuldigde Liz ervan een affaire te hebben met Carlos Forenza. Liz had helemaal geen affaire, maar door zijn aanhoudende beschuldigingen dreef hij haar in de armen van Carlos voor een onenightstand. Neil en Liz maakten het weer goed. Hij vertelde haar dat hij in een ver verleden de naam Alan Jackson gebruikte en dat hij nog een grote som geld verschuldigd was aan een maffiabaas. Carlos wilde Neil kapotmaken en begon met hem te vechten waarbij hij per ongeluk door zijn eigen geweer neergeschoten werd.
In 1985 kwam de broer van Liz, Todd, naar Salem om zijn zus te helpen. Hij zorgde ervoor dat ze een platencontract kreeg en een befaamde zangeres zou worden, maar wat ze niet wist was dat hij haar gebruikte om drugs en porno te smokkelen via haar cassettes. Tijdens een razzia werd Liz in de keel geschoten en kon niet meer spreken. Neil kocht Doug's place en herdoopte het in Blondies als geschenk voor Liz. Ze kreeg haar stem uiteindelijk terug, maar haar huwelijk met Neil liep uiteindelijk op de klippen in 1986. Liz besloot om Salem voorgoed te verlaten.